# Pachycereus
Pachycereus ist eine Pflanzengattung in der Familie der Kakteengewächse (Cactaceae). Der botanische Name leitet sich vom griechischen Adjektiv „παχύς“ (pachys) für dick ab und verweist auf die kräftigen Triebe der Pflanzen.

## Beschreibung
Die Arten der Gattung Pachycereus wachsen kandelaberartig baumähnlich bis strauchig und werden mit einer Wuchshöhe von bis zu 25 Metern häufig gewaltig groß. Die grünen bis bläulich-grünen, kräftigen Triebe sind aufrecht. Sie besitzen Rippen aber keine Warzen. Areolen, aus denen keine Blüten entstehen, sind bedornt, die übrigen können dicht bewollt und ohne Dornen sein. Die nicht weniger als 4 Mitteldornen sind kräftig und 2 bis 10 Zentimeter lang. Die 20 oder mehr kräftigen Randdornen sind 2 bis 7 Zentimeter lang.
Die kleinen bis mittelgroßen Blüten sind kurzröhrig, trichter- oder glockenförmig und öffnen sich für gewöhnlich in der Nacht. Die Blütenröhre ist beschuppt. Die Areolen von Perikarpell und Blütenröhre sind kahl, wollig oder borstig. Die länglichen fleischigen Früchte sind dicht mit Wolle und Borsten bedeckt. Sie sind bis zu 7,5 Zentimeter lang und platzen unregelmäßig auf. Sie enthalten große helmförmige, glatte und schwarz glänzende Samen.

## Systematik und Verbreitung
Pachycereus ist im Südwesten der Vereinigten Staaten und im Norden Mexikos weit verbreitet. Das Verbreitungsgebiet schließt  Niederkalifornien, Honduras und Guatemala ein.
Alwin Berger stellte Pachycereus 1905 als Untergattung von Cereus (Cereus subg. Pachycereus) auf. Nathaniel Lord Britton und Joseph Nelson Rose erhoben die Untergattung dann 1909 in den Rang einer Gattung. Die Typusart der Gattung ist Pachycereus pringlei.

### Systematik nach N.Korotkova et al. (2021)
Zur Gattung gehören die folgenden Arten:
- Pachycereus gaumeri Britton & Rose ≡ Pterocereus gaumeri (Britton & Rose) T.MacDoug & Miranda
- Pachycereus grandis Rose
- Pachycereus militaris (Audot) D.R.Hunt ≡ Backebergia militaris (Audot) Bravo ex Sánchez-Mej.
- Pachycereus pecten-aboriginum (Engelm. ex S.Watson) Britton & Rose
- Pachycereus pringlei (S.Watson) Britton & Rose
- Pachycereus tepamo S.Gama-López & S.Arias
- Pachycereus weberi (J.M.Coult.) Backeb.

Synonyme der Gattung sind Cereus subg. Pachycereus A.Berger (1905), Backebergia Bravo (1953) und Pterocereus T.MacDoug. & Miranda (1954).
Im Dezember 2021 veröffentlichte Untersuchungsergebnisse über die Abstammungsverhältnissen der Gattungen innerhalb der Untertribus Pachycereinae (Deamia, Lemaireocereus, Cephalocereus, Peniocereus, Nyctocereus, Marshallocereus, Lophocereus, Carnegiea und Pachycereus) führten zur Wiederanerkennung der monotypischen Gattungen Pterocereus für Pachycereus gaumeri und Backebergia für Pachycereus militaris.

### Systematik nach Arias und Terrazas (2009)
Zur Gattung gehören die folgenden Arten:
- Pachycereus grandis Rose
- Pachycereus pecten-aboriginum (Engelm. ex S.Watson) Britton & Rose
- Pachycereus pringlei (S.Watson) Britton & Rose
- Pachycereus tepamo Gama & S.Arias
- Pachycereus weberi (J.M.Coult.) Backeb.

### Systematik nach Anderson/Eggli (2005)
Zur Gattung gehören die folgenden Arten:
- Pachycereus fulviceps (F.A.C.Weber ex K.Schum.) D.R.Hunt ≡ Cephalocereus fulviceps (F.A.C.Weber ex K.Schum.) H.E.Moore
- Pachycereus gatesii (M.E.Jones) D.R.Hunt ≡ Lophocereus gatesii M.E.Jones
- Pachycereus gaumeri Britton & Rose
- Pachycereus grandis Rose
- Pachycereus hollianus (F.A.C.Weber ex J.M.Coult.) Buxb. ≡ Lemaireocereus hollianus (F.A.C.Weber ex J.M.Coult.) Britton & Rose
- Pachycereus lepidanthus (Eichlam) Britton & Rose ≡ Lemaireocereus lepidanthus (Eichlam) S.Arias & Terrazas
- Pachycereus marginatus (DC.) Britton & Rose ≡ Lophocereus marginatus (DC.) S.Arias & Terrazas
- Pachycereus militaris (Audot) D.R.Hunt
- Pachycereus pecten-aboriginum (Engelm. ex S.Watson) Britton & Rose
- Pachycereus pringlei (S.Watson) Britton & Rose
- Pachycereus schottii (Engelm.) D.R.Hunt  ≡ Lophocereus schottii (Engelm.) Britton & Rose
- Pachycereus tepamo Gama & S.Arias
- Pachycereus weberi (J.M.Coult.) Backeb.

Synonyme der Gattung sind Cereus subg. Pachycereus A.Berger (1905), Lemaireocereus Britton & Rose (1909), Lophocereus (A.Berger) Britton & Rose (1909), Anisocereus Backeb. (1938), Marginatocereus Backeb. (1942), Mitrocereus Backeb. (1942), Backebergia Bravo (1953), Pterocereus T.MacDoug. & Miranda (1954) und Pseudomitrocereus Bravo & Buxb. (1961).

## Nachweise

## Weiterführende Literatur
- Salvador Arias, Teresa Terrazas, Kenneth Cameron: Phylogenetic Analysis of Pachycereus (Cactaceae, Pachycereeae) based on Chloroplast and Nuclear DNA Sequences. In: Systematic Botany. Band 28, Nummer 3, 2003, S. 547–557 (JSTOR:25063894).
- Salvador Arias, Teresa Terrazas: Seed morphology and variation in the genus Pachycereus (Cactaceae). In: Journal of Plant Research. Band 117, 2004, S. 277–289 (doi:10.1007/s10265-004-0156-4).
- Salvador Arias, Teresa Terrazas: Análisis cladístico del género Pachycereus (Cactaceae) con caracteres morfológicos. In: Brittonia. Band 58, Nummer 3, 2006, S. 197–216 (doi:10.1663/0007-196X(2006)58[197:ACDGPC]2.0.CO;2).
- John D. Nason, J. L. Hamrick, Theodore H. Fleming: Historical Vicariance and Postglacial Colonization Effects on the Evolution of Genetic Structure in Lophocereus, a Sonoran Desert Columnar Cactus. In: Evolution. Band 56, Nummer 11, 2002, S. 2214–2226 (doi:10.1554/0014-3820(2002)056[2214:HVAPCE]2.0.CO;2).